# Robo Recall
Robo Recall est un jeu de tir à la première personne en réalité virtuelle développé et publié par Epic Games pour les plateformes Oculus Rift et Oculus Quest. Le jeu est sorti pour l'Oculus Rift le 1er mars 2017, et une version Oculus Quest intitulée Robo Recall: Unplugged est sortie le 21 mai 2019,. Les joueurs qui activent leurs contrôleurs de réalité virtuelle Oculus Touch avec son logiciel peuvent télécharger le jeu gratuitement. 

## Intrigue
Les joueurs contrôlent l'agent 34, un employé de RoboReady, un important fabricant de robots de service. En tant que Recaller, le joueur a pour mission de retirer les robots « défectueux » de la circulation. Après qu'un virus ait poussé les produits de RoboReady à se rebeller contre leurs maîtres humains, le Recaller doit désactiver tous les modèles défectueux et trouver la cause du virus. Après avoir collecté des robots malveillants pour la recherche et activé les Robo-Relais pour éteindre les robots dans la zone, il est révélé qu'un robot malveillant, appelé Odin, est celui qui a libéré le virus, dans lequel son motif était de faire en sorte que l'Internet lui appartienne. Il est révélé à la fin du jeu que l'un des robots d'IA qui dirigeait le joueur est en fait Odin. L'agent finit par vaincre Odin, et tout rentre dans l'ordre. 

## Gameplay
Le jeu se déroule dans une perspective à la première personne. Le joueur peut accéder à quatre armes différentes : un pistolet, un revolver, un fusil à pompe et un fusil à plasma, rangés dans un étui sur la hanche ou dans le dos. Les joueurs se déplacent en se téléportant, ce qui est contrôlé avec la manette. Bien qu'il s'agisse principalement d'un jeu de tir, le jeu permet aux joueurs de saisir physiquement les ennemis, de les démonter, de les projeter et, dans certains cas, d'utiliser leur armement contre d'autres ennemis. Les projectiles ennemis tels que les balles et les missiles peuvent également être attrapés et renvoyés vers les ennemis. Le jeu accorde des bonus de points pour certains types de meurtres, et un multiplicateur pour les séries de meurtres ininterrompues. Les scores sont téléchargés dans les classements en ligne à la fin d'une étape. Plus tard dans le jeu, de nouveaux types de robots sont introduits, comme des robots arachnéens qui explosent, des drones qui tirent des lasers, des robots géants qui tirent un énorme laser, des robots qui peuvent empêcher le joueur de se téléporter, des robots qui volent et tirent des roquettes, des robots avec des boucliers et des pistolets automatiques, et des robots qui peuvent tirer de petits missiles guidés. 

## Accueil
Le jour de sa sortie, le jeu a reçu une note de 8,5 sur 10 de la part d'IGN. The Guardian lui a attribué une note de 5 étoiles sur 5.
Il a remporté le prix du « Meilleur jeu en réalité virtuelle » dans le cadre des Best of 2017 Awards de Game Informer,, et celui du « Meilleur jeu de tir en réalité virtuelle » dans le cadre des 2017 Shooter of the Year Awards,,,,. 

### Accolades
| Année | Prix                        | Catégorie                                  | Résultat | Réf    |
| ----- | --------------------------- | ------------------------------------------ | -------- | ------ |
| 2017  | Golden Joystick Awards      | Meilleur jeu VR                            | Nommé    | [ 14 ] |
| 2018  | 21st Annual D.I.C.E. Awards | Réalisation technique en réalité immersive | Nommé    | [ 15 ] |
| 2018  | 21st Annual D.I.C.E. Awards | Jeu de réalité immersive de l'année        | Nommé    | [ 15 ] |